# James Fleet
James Edward Fleet (* 11. März 1952 in Bilston, England) ist ein britischer Schauspieler.

## Leben
James Fleet wurde als Sohn einer schottischen Mutter und eines englischen Vaters in Bilston (Stadtteil von Wolverhampton, West Midlands) geboren, wo er bis zu seinem zehnten Lebensjahr aufwuchs. Nachdem sein Vater gestorben war, zogen Mutter und Sohn zurück nach Aberdeenshire. An der University of Aberdeen studierte Fleet Ingenieurwissenschaften und belegte vereinzelte Theaterkurse. Nach seinem Abschluss wechselte er an die Royal Scottish Academy of Music and Drama (RSAMD), wo er am Institut für Schauspiel einen zweiten Abschluss erwarb. Hiermit erhielt er nur kurze Zeit später ein Engagement bei der angesehenen Royal Shakespeare Company (RSC). Ab Ende der 1980er Jahre trat er auch vermehrt vor die Kamera und erhielt Rollen in Spielfilmen wie Vier Hochzeiten und ein Todesfall, Kevin und Perry tun es und Das Phantom der Oper.
Fleet ist mit seiner Schauspielkollegin Jane Booker verheiratet.

## Filmografie (Auswahl)
- 1994: Vier Hochzeiten und ein Todesfall (Four Weddings and a Funeral)
- 1994–2013: The Vicar of Dibley (Fernsehserie, 25 Folgen)
- 1995: Sinn und Sinnlichkeit (Sense and Sensibility)
- 1995: The Grotesque
- 1996: Die skandalösen Abenteuer der Moll Flanders (The Fortunes and Misfortunes of Moll Flanders)
- 2000: Kevin und Perry tun es (Kevin & Perry Go Large)
- 2001: Die Liebe der Charlotte Gray (Charlotte Gray)
- 2004: Das Phantom der Oper (The Phantom of the Opera)
- 2004: Monarch of the Glen (Fernsehserie, eine Folge)
- 2005: Inspector Barnaby (Midsomer Murders) Fernsehserie, Staffel 8, Folge 8: Die Leiche ist heiß (Sauce For The Goose)
- 2011: Wer ist die Braut? (The Decoy Bride)
- 2011: Being Human (Fernsehserie, eine Folge)
- 2013: Big Bad World (Fernsehserie, fünf Folgen)
- 2013: Death in Paradise (Fernsehserie, eine Folge)
- 2014: Outlander (Fernsehserie)
- 2016: Love & Friendship
- 2016: Indischer Sommer (Indian Summers, Fernsehserie, 4 Folgen)
- 2018: Inspector Barnaby (Midsomer Murders) Fernsehserie, Staffel 19, Folge 6: Die verfluchte Neun (The Curse Of The Ninth)
- 2018: Patrick Melrose (Fernsehfünfteiler)
- 2019: Cecelia Ahern – In deinem Leben (Thanks for the Memories, Fernsehfilm)
- 2020: Bridgerton (Fernsehserie, zwei Folgen)
- 2020: Belgravia – Zeit des Schicksals (Belgravia, Fernsehsechsteiler)
- 2020: The Watch (Fernsehserie)
- 2022: The Lost King
- 2023: Queen Charlotte: Eine Bridgerton-Geschichte (Miniserie)
- 2023: North Star